# Хармс (фильм)
«Хармс» — российский драматический фильм режиссёра Ивана Болотникова.
В прокате — со 2 ноября 2017 года.

## Сюжет
Элегантный писатель Даниил Ювачёв называет себя гением Хармсом, несмотря на то что его работы нигде не публикуются. Он беден, его не понимают женщины, с которыми он общается, зато на разных литературных мероприятиях он чувствует себя как дома. Фильм о его борьбе с самим собой, со своими недостатками, желаниями и всем миром, который на него давит.

## В ролях
| Актёры             | Персонажи                          |
| ------------------ | ---------------------------------- |
| Войтек Урбаньски   | Даниил Хармс                       |
| Айсте Диржюте      | Марина Малич, вторая жена Хармса   |
| Дариус Гумаускас   | Яков Друскин                       |
| Юстина Вонщик      | Эстер Русакова, первая жена Хармса |
| Артем Семакин      | Николай Заболоцкий                 |
| Андрей Феськов     | Леонид Липавский                   |
| Александр Баширов  | сосед Хармса                       |
| Татьяна Шаповалова | Анна Ахматова                      |
| Григорий Чабан     | Александр Введенский               |
| Виталий Коваленко  | Николай Олейников                  |
| Надежда Толубеева  |                                    |
| Юрий Ицков         | Сно                                |
| Никита Кукушкин    | племянник Сно                      |
| Андрей Жуков       | Иван Ювачёв                        |

## Съёмочная группа
- Режиссёр — Иван Болотников
- Сценаристы — Иван Болотников, Сергей Соловьев
- Оператор — Шандор Беркеши
- Художники-постановщики — Владимир Светозаров, Марина Николаева
- Художник по костюмам — Лариса Конникова
- Композитор — Сони Петровский
- Продюсеры — Андрей Сигле, Саша Павловски, Леонид Чуб

## Награды и номинации
- 2017 — XX Шанхайский международный кинофестиваль — приз «Золотой кубок» за лучшую операторскую работу — Шандор Беркеши[3]
- 2017 — 2-й Уральский открытый фестиваль российского кино (Екатеринбург) — приз за лучшую операторскую работу — Шандор Беркеши[4]
- 2018 — кинофестиваль «Литература и кино» в Гатчине — приз читательского жюри[5]